# منقب الذهب
المنقب عن الذهب (بالإنجليزية: gold digger)، هو مصطلح يطلق على شخص وعادة ما يكون امرأة، ينخرط في نوع من العلاقات التبادلية مقابل المال بدلاً من الحب. إذا كانت العلاقة عبارة عن زواج، فهو نوع من زواج المصلحة. في المجتمع العربي لا يلقى هذا المصطلح رواجًا بشكل كبير.

## المصطلح والاستخدام

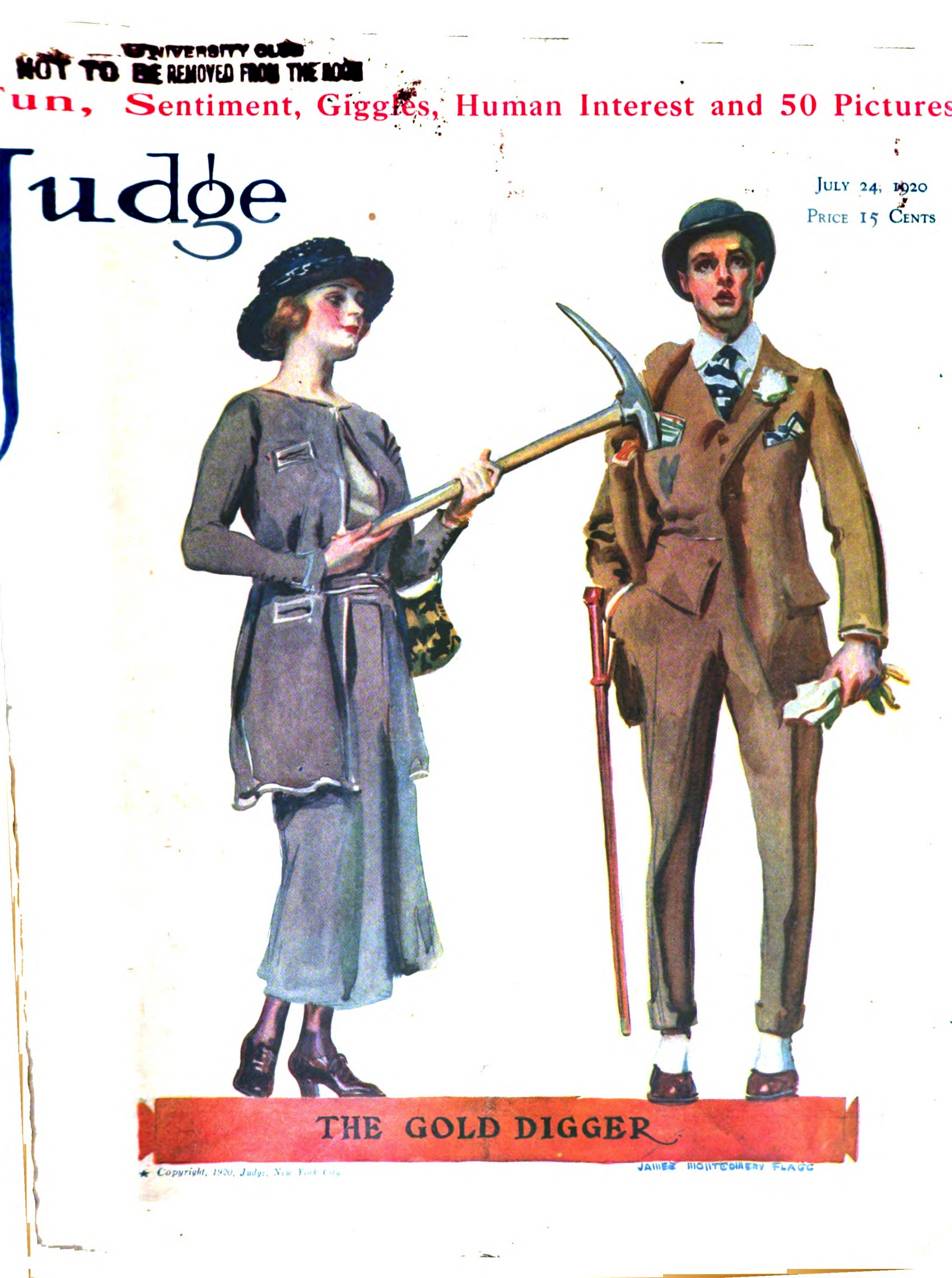
منقبة الذهب (مجلة Judge، 24 يوليو 1920)

مصطلح gold-digger هو مصطلح عام له جذوره بين فتيات الجوقة والعاملين بالجنس في أوائل القرن العشرين. في المطبوعات، يمكن العثور على المصطلح في كتاب ريكس بيتش لعام 1911، The Ne'er-Do-Well، وفي مذكرات عام 1915 My Battles with Vice بقلم فيرجينيا بروكس. في قاموس أكسفورد  ومعجم راندوم هاوس، فإن المصطلح يبرز النساء لأنهن على الأرجح بحاجة إلى الزواج من رجل ثري من أجل تحقيق أو الحفاظ على مستوى من الوضع الاجتماعي والاقتصادي.
ارتفعت شعبية المصطلح بعد مسرحية أفيري هوبوود The Gold Diggers في عام 1919.
كمؤشر على مدى ظهور المصطلح الجديد، حث المنتجون على تغيير العنوان لأنهم كانوا يخشون أن يعتقد الجمهور أن المسرحية تدور حول التعدين وحمى الذهب.

## المجتمع والثقافة
كان ينظر إلى العديد من النساء كنماذج للصورة النمطية لمنقبين عن الذهب من قبل الجمهور. كانت بيجي هوبكنز جويس هي أشهر منجم عن الذهب في أوائل القرن العشرين. كانت جويس فتاة عرض سابقة تزوجت وتطلقت من أصحاب الملايين. تم وصفها بأنها منقب عن الذهب خلال معركة طلاقها مع ستانلي جويس في أوائل عشرينيات القرن الماضي. جادل البعض بأنها كانت مصدر الإلهام الواقعي لوريلي لي، بطل الرواية في رواية أنيتا لوس عام 1925، Gentlemen Prefer Blondes  وأكد البعض أن مصطلح منقب الذهب قد صيغ لوصفها. لُقِبَت اللاعبة الأولمبية السابقة إليانور هولم بـ «منقبة الذهب في السباحة» بسبب سباق طلاقها مع بيلي روز خلال الخمسينيات من القرن الماضي. وصفت الصحافة والجمهور العارضة والممثلة آنا نيكول سميث بأنها منقبة عن الذهب لتزوجها من المليونير الثمانيني جيه هوارد مارشال.